# Гафуровский сельсовет
Гафуровский сельсовет — муниципальное образование в Туймазинском районе Башкортостана.
Административный центр — село Дуслык.

## История
Согласно «Закону о границах, статусе и административных центрах муниципальных образований в Республике Башкортостан» имеет статус сельского поселения.

## Население
| 2002  | 2009  | 2010  | 2012  | 2013  | 2014  | 2015  |
| ----- | ----- | ----- | ----- | ----- | ----- | ----- |
| 3424  | ↗3705 | ↗3921 | ↗3927 | ↗3961 | ↗4098 | ↘4069 |
| 2016  | 2017  | 2018  |       |       |       |       |
| ↗4086 | ↗4122 | ↗4186 |       |       |       |       |

## Состав сельского поселения
| № | Населённый пункт | Тип населённого пункта       | Население |
| - | ---------------- | ---------------------------- | --------- |
| 1 | Дуслык           | село, административный центр | ↗2145     |
| 2 | Гафурово         | село                         | ↗1083     |
| 3 | Никитинка        | деревня                      | ↘303      |
| 4 | Воздвиженка      | деревня                      | ↗232      |
| 5 | Тимирово         | деревня                      | ↗132      |
| 6 | Кызыл-Таш        | деревня                      | ↘26       |

## Достопримечательности
- Крестовоздвиженский храм — храм деревянной архитектуры, один из старейших культовых сооружений Башкортостана. Построен в 1884—1886 гг. В годы советской власти — единственный действующий православный храм в западной части Уфимской епархии. Закрыт в 1930 году, передан верующим в 1946 году. Имеет 2 престола[16][17][18].
- Усеньские столбы — геологический памятник природы, находится на склоне увала, протянувшегося вдоль долины реки Усень — их можно видеть от устья реки Большой Нугуш до понижения в районе деревни Айтактамак. Абсолютная высота увала составляет 220 м, в районе деревни Кызыл-Таш он поднимается на 107 м. Отдельные усеньские "столбы" имеют небольшие пещеры. Самая большая находится возле деревни Кызыл-Таш[19][20][21].